# Campionat de Léopoldville
El Campionat de Léopoldville fou una competició futbolística per a clubs de la ciutat de Léopoldville (avui anomenada Kinshasa), quan la República Democràtica del Congo era colònia belga. Entre 1923 i 1950 clubs de Léopoldville s'uniren a clubs de Brazzaville (a la colònia francesa de la República del Congo a l'altre costat del riu Congo per disputar el Campionat de l'Stanley Pool.

## Historial
Font:
- 1918 Coastmen FC
- 1919 Léopoldville I
- 1920 Léopoldville I
- 1921 Léopoldville I
- 1922 CS Léo I
- 1923 CS Léo I
- 1924 Union
- 1925 Union
- 1926 Union
- 1927 Mutuel
- 1928 Congo Club
- 1929 Union
- 1930 Union
- 1931 Standard
- 1932 Union
- 1933 Union
- 1934 Etoile
- 1935 Union
- 1936 Union
- 1937 Renaissance
- 1938 Renaissance
- 1939 Standard
- 1940 Diable Rouge
- 1941 Siècle
- 1942 Victoria Club
- 1943 Daring
- 1944 Nomades
- 1945 Daring
- 1946 Victoria Club
- 1947 Victoria Club
- 1948 Daring
- 1949 Daring
- 1950 Victoria Club